# كريس كار
كريس كار (بالإنجليزية: Kris Carr)‏ (و. 1971  م) هي ممثلة، وممثلة تلفزيونية، ومؤلفة أمريكية.

## وصلات خارجية
- كريس كار على موقع IMDb (الإنجليزية)
- كريس كار على موقع ألو سيني (الفرنسية)
- كريس كار على موقع أول موفي (الإنجليزية)
- كريس كار على موقع كينوبويسك (الروسية)